# Île Portal
Île Portal är en ö i Franska Guyana (Frankrike). Den ligger i den nordvästra delen av landet, 200 km väster om huvudstaden Cayenne.